# Tialai
Tialai is een bestuurslaag in het regentschap Belu van de provincie Oost-Nusa Tenggara, Indonesië. Tialai telt 550 inwoners (volkstelling 2010).